# Фергюсон, Джеймс (американский астроном)
Джеймс Фе́ргюсон (англ. James Ferguson; 31 августа 1797 — 26 сентября 1867) — американский астроном и инженер (помогал в строительстве канала Эри). Родился в Шотландии. Впервые сделал открытие астероида с территории Северной Америки (31 Евфросина). Начиная с 1847 года работал в Военно-морской обсерватории США в Вашингтоне.
Открытый в этой же обсерватории астероид 1745 Фергюсон был позднее назван в его честь.
| (31) Евфросина | 1 сентября 1854  |
| (50) Виргиния  | 4 октября 1857   |
| (60) Эхо       | 14 сентября 1860 |